# Anavinemina orphna
Anavinemina orphna là một loài bướm đêm trong họ Geometridae.